# Lobomastax hova
Lobomastax hova är en insektsart som först beskrevs av Henri Saussure 1903.  Lobomastax hova ingår i släktet Lobomastax och familjen Euschmidtiidae. Inga underarter finns listade i Catalogue of Life.